# Ringerike G. P.
El Ringerike G. P. es una carrera ciclista noruega, que se disputa en el mes de mayo o junio.
Su primera edición se corrió en el 1975 como una carrera amateur de un día, para pasar a ser una carrera por etapas en 1990 y en 1999 se convierte en una carrera profesional en la categoría 2.5 (última categoría del profesionalismo). Desde la creación de los Circuitos Continentales UCI en 2005 formó parte del UCI Europe Tour dentro de la categoría 2.2 (igualmente última categoría del profesionalismo). En 2011, cambió su formato para reconvertirse en una carrera amateur de un día, mientras que la carrera tradicional de cinco días se renombró por Tour de Noruega siguiendo disputándose en junio. En 2013 volvió al profesionalismo manteniendo el formato de carrera de un día bajo categoría 1.2.
La competencia ha sido ampliamente dominada por ciclistas escandinavos.

## Palmarés

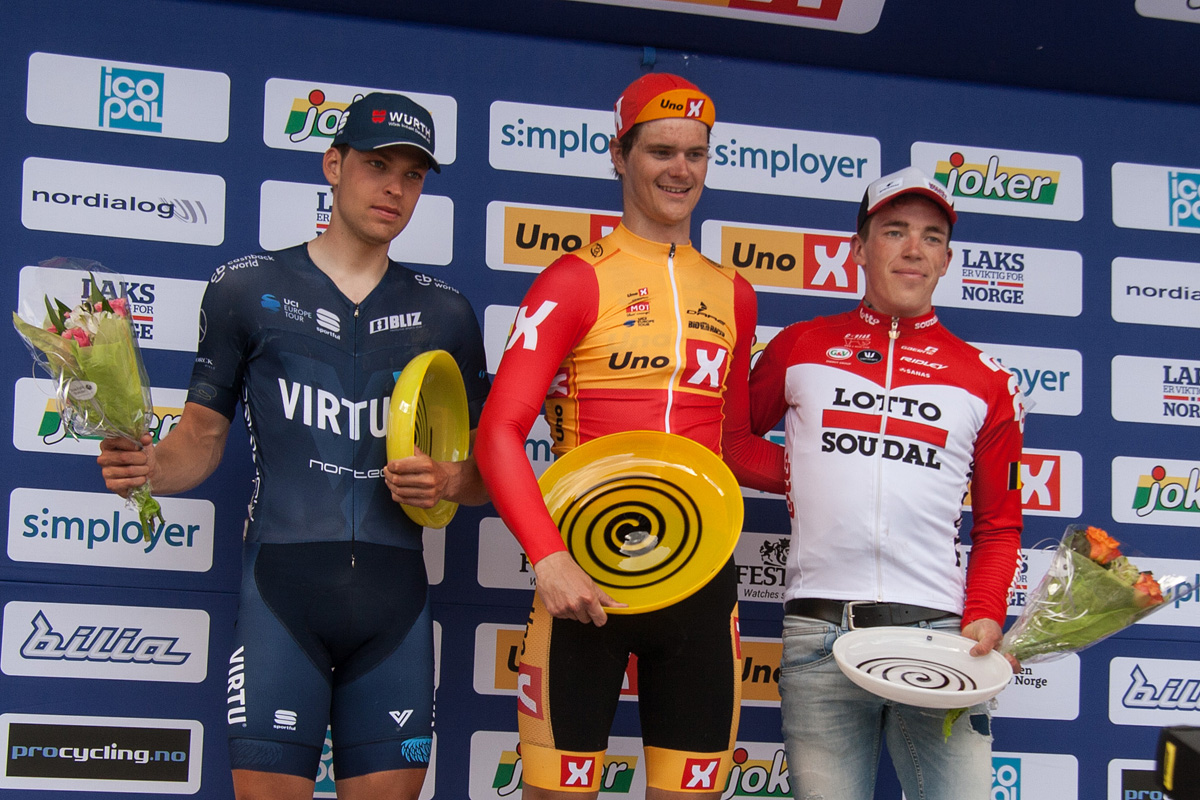
2018 : Alexander Kamp (2), Syver Wærsted (1), Stan Dewulf (3).

| Año                                     | Ganador                | Segundo                | Tercero                |
| --------------------------------------- | ---------------------- | ---------------------- | ---------------------- |
| Fossen Grand Prix (carrera de un día)   |                        |                        |                        |
| 1975                                    | Tom Martin Biseth      |                        |                        |
| 1976                                    | Jon Rangfred Hanssen   |                        |                        |
| 1977                                    | Stein Bråthen          |                        |                        |
| 1978                                    | Arne Klavenes          |                        |                        |
| 1979                                    | Dag Erik Pedersen      |                        |                        |
| 1980                                    | Stein Bråthen          |                        |                        |
| 1981                                    | Dag Erik Pedersen      |                        |                        |
| 1982                                    | Terje Gjengaar         |                        |                        |
| 1983                                    | Dag-Otto Lauritzen     |                        |                        |
| 1984                                    | Torjus Larsen          |                        |                        |
| 1985                                    | Torjus Larsen          |                        |                        |
| 1986                                    | Atle Pedersen          |                        |                        |
| 1987                                    | Olaf Lurvik            |                        |                        |
| 1988 edición no realizada               |                        |                        |                        |
| 1989                                    | Jan Erik Fjotland      |                        |                        |
| (carrera por etapas)                    |                        |                        |                        |
| 1990                                    | Dag Erik Pedersen      |                        |                        |
| 1991                                    | Dag-Otto Lauritzen     |                        |                        |
| 1992                                    | Dag-Otto Lauritzen     |                        |                        |
| Ringerike Grand Prix                    |                        |                        |                        |
| 1993                                    | Ole Sigurd Simensen    |                        |                        |
| 1994                                    | Steffen Kjærgaard      |                        |                        |
| 1995                                    | Ole Sigurd Simensen    |                        |                        |
| 1996                                    | Svein Gaute Hølestøl   |                        |                        |
| 1997                                    | Bo André Namtvedt      |                        |                        |
| 1998                                    | Svein Gaute Hølestøl   |                        |                        |
| (UCI cat 2.5)                           |                        |                        |                        |
| 1999                                    | Thor Hushovd           | Erlend Engelsvoll      | Michael Andersson      |
| 2000                                    | Arkadiusz Wojtas       | Thor Hushovd           | Chris Wherry           |
| 2001                                    | Enrico Poitschke       | Kazimierz Stafiej      | Cédric Celarier        |
| 2002                                    | Mads Kaggestad         | Gabriel Rasch          | Gustav Larsson         |
| 2003                                    | Jonas Holmqvist        | Mads Kaggestad         | Luke Roberts           |
| 2004                                    | Kimmo Kananen          | Simon Gerrans          | Gabriel Rasch          |
| (UCI cat 2.2)                           |                        |                        |                        |
| 2005                                    | Are Andresen           | James Lewis Perry      | Gunnar Eidsheim        |
| 2006                                    | Gabriel Rasch          | Maint Berkenbosch      | Fredrik Ericsson       |
| 2007                                    | Edvald Boasson Hagen   | Viktor Renäng          | Gabriel Rasch          |
| 2008                                    | Fredrik Ericsson       | Serguéi Firsánov       | Johnny Hoogerland      |
| 2009                                    | Serguéi Firsánov       | Joost van Leijen       | Fredrik Ericsson       |
| 2010                                    | Christer Rake          | Serguéi Firsánov       | Christoph Pfingsten    |
| (ediciones amateur - carrera de un día) |                        |                        |                        |
| 2011                                    | Gabriel Rasch          | Michael Rasmussen      | Bjørn Tore Hoem        |
| 2012                                    | Michael Rasmussen      | Kristoffer Skjerping   | Sondre Enger           |
| (UCI cat 1.2)                           |                        |                        |                        |
| 2013                                    | Reidar Borgersen       | Michael Olsson         | Sondre Enger           |
| 2014                                    | Magnus Cort            | Sven Erik Bystrøm      | Kristoffer Skjerping   |
| 2015                                    | Asbjørn Kragh Andersen | Søren Kragh Andersen   | Odd Christian Eiking   |
| 2016                                    | Trond Trondsen         | Krister Hagen          | Marcus Fåglum Karlsson |
| 2017                                    | Rasmus Guldhammer      | Carl Fredrik Hagen     | Troels Vinther         |
| 2018                                    | Syver Wærsted          | Alexander Kamp         | Stan Dewulf            |
| 2019                                    | Kristoffer Skjerping   | Jeppe Aaskov Pallesen  | Sindre Skjøstad Lunke  |
| 2022                                    | Sakarias Koller Løland | Andreas Stokbro        | Ludvik Holstad         |
| 2023                                    | Jack Rootkin-Gray      | Magnus Bak Klaris      | Rasmus Bøgh Wallin     |
| 2024                                    | Idar Andersen          | Henrik Teslo Fjellheim | Anton Stensby          |

## Palmarés por países
| País        | Victorias |
| ----------- | --------- |
| Noruega     | 37        |
| Dinamarca   | 4         |
| Suecia      | 2         |
| Alemania    | 1         |
| Finlandia   | 1         |
| Rusia       | 1         |
| Polonia     | 1         |
| Reino Unido | 1         |